# 独活

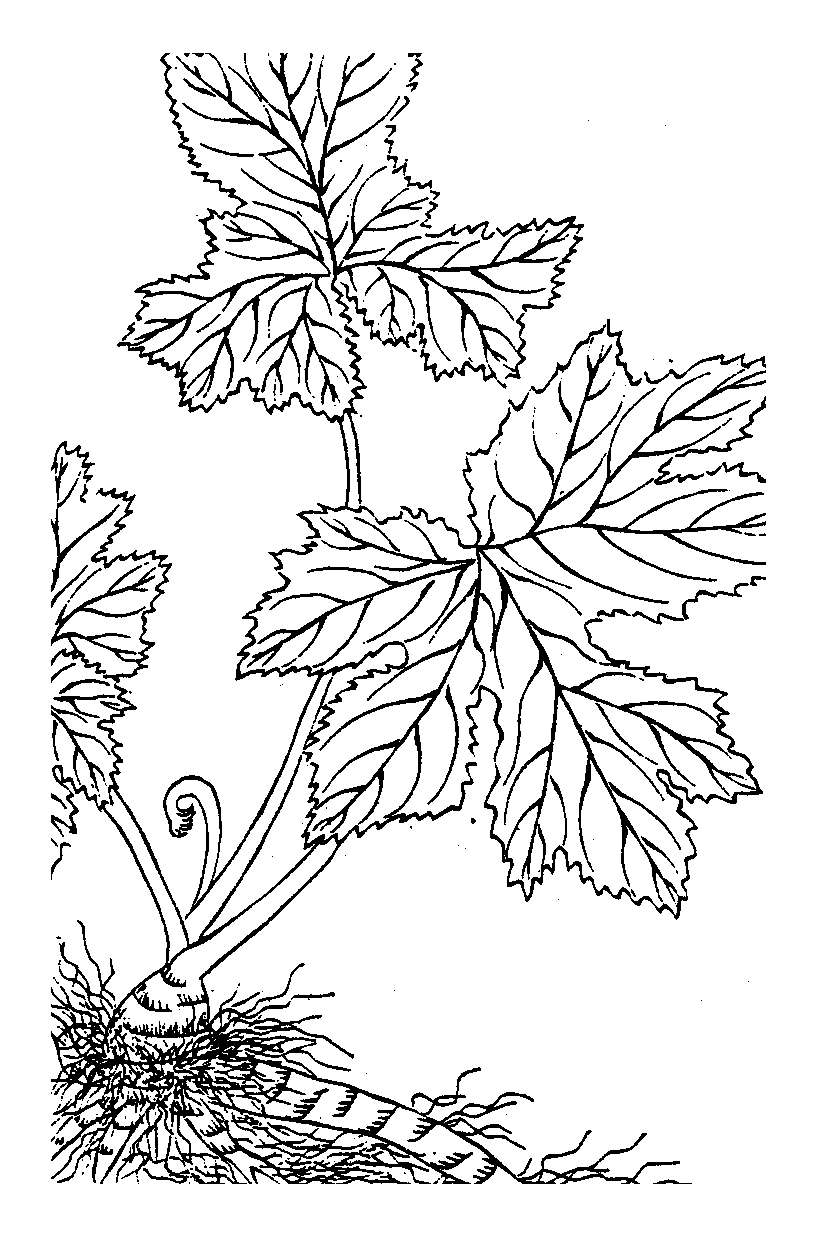
《植物名實圖考》中描繪的獨活

独活是伞形科当归属、獨活屬等植物的乾燥根，包括重齿当归（川獨活、香独活）、牛尾独活等。《中国药典》只收前者。

## 性味归经
辛、苦，温。归肾、膀胱经。

## 功效
祛风湿，止痹痛，解表。

## 延伸阅读
[在维基数据编辑]
 《欽定古今圖書集成·博物彙編·草木典·獨活部》，出自陈梦雷《古今圖書集成》
 《植物名實圖考·獨活》，出自吳其濬《植物名實圖考》

## 外部連結
- 獨活 中藥材圖像數據庫  (香港浸會大學中醫藥學院) （中文）（英文）
- 獨活 Du Huo （页面存档备份，存于） 中藥標本數據庫 (香港浸會大學中醫藥學院) （繁體中文）（英文）